# جيمس فوجيموتو
جيمس فوجيموتو (بالإنجليزية: James Fujimoto) هو مهندس كهربائي ياباني وأمريكي، ولد في 28 سبتمبر 1957 في شيكاغو في الولايات المتحدة.